# Liber precum

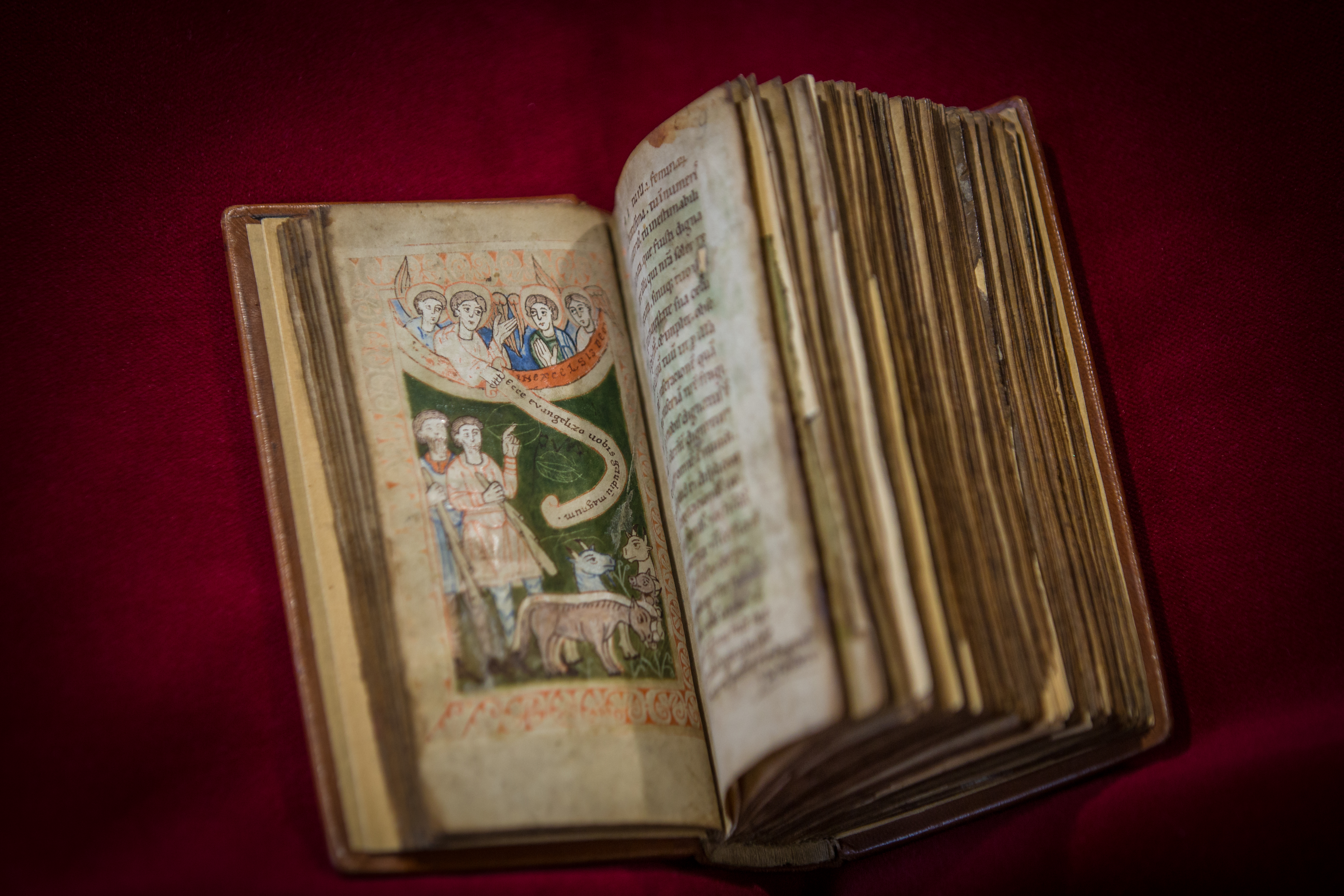
Liber precum (« livre de prière ») de la Bibliothèque humaniste de Sélestat.

Un liber precum est un livre de prières dont on conserve un manuscrit enluminé alsacien du XIIe siècle  à la Bibliothèque humaniste de Sélestat sous la cote Ms 104.

## Description
Il mesure 13,5 sur 7,5 cm et comporte 134 folios. Il est écrit en minuscule caroline sur parchemin. Ce petit ouvrage est proche de nombreux manuscrits allemands du XIIe siècle.
Incomplet et usé, il contient 18 miniatures dont 16 peintes, toutes pleine page (annonce aux bergers, adoration des mages, présentation au temple...) trois petits dessins de visages sont présents en marge (fol. 99 et 120).
Restauré dans les années 1950, sa couverture d'origine nous est inconnue. Il est exposé dans la grande salle de la Bibliothèque humaniste et sa numérisation a été mise en ligne.
D'inspiration nettement byzantine, les enluminures sont à rapprocher de deux ouvrages célèbres et contemporains réalisés dans la même région : le Hortus Deliciarum (« le jardin des délices ») et le Codex Guta-Sintram.
Il aurait pu être produit par une femme à Marbach autour de 1150. Le style byzantin est peut-être dû aux ouvrages importés de Bavière par Relinde, première abbesse à Hohenbourg (actuel mont Sainte-Odile) et qui aurait inspiré les enlumineurs locaux.